# Tetraqueni

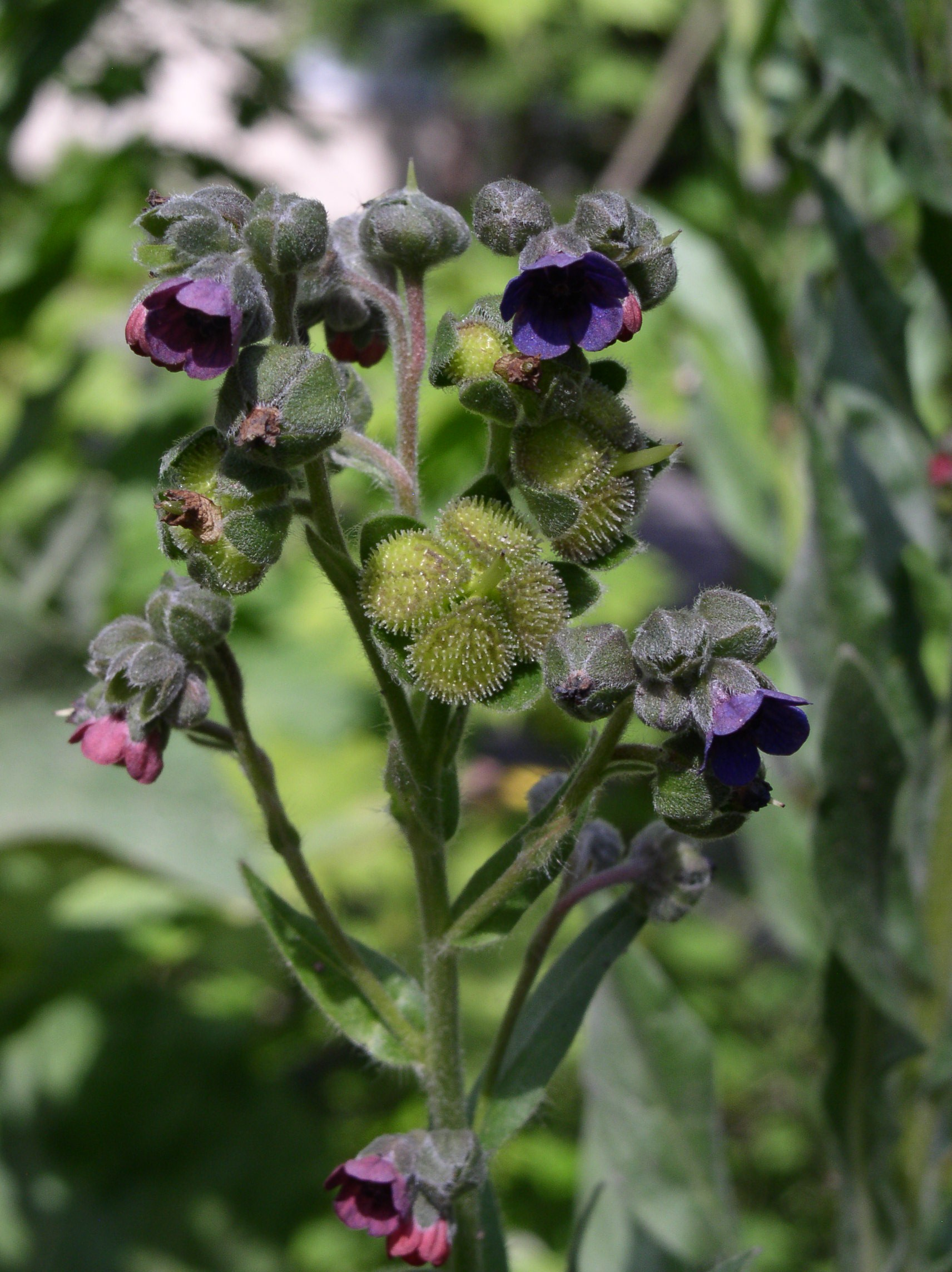
Tetraqueni de Cynoglossum officinale (en el centre de la foto, amb flors als costats)

Un tetraqueni és un cas particular de poliaqueni format per quatre fruits. És propi de la família de les lamiàcies i boraginàcies. S'origina a partir d'un ovari bicarpel·lar que, donada l'existència de falses cloendes, queda dividit clarament en quatre parts. Exemples de tetraqueni els trobem en la sàlvia (Salvia officinalis) i la llengua de ca o besneula (Cynoglossum officinale).